# 桶孔覆墊

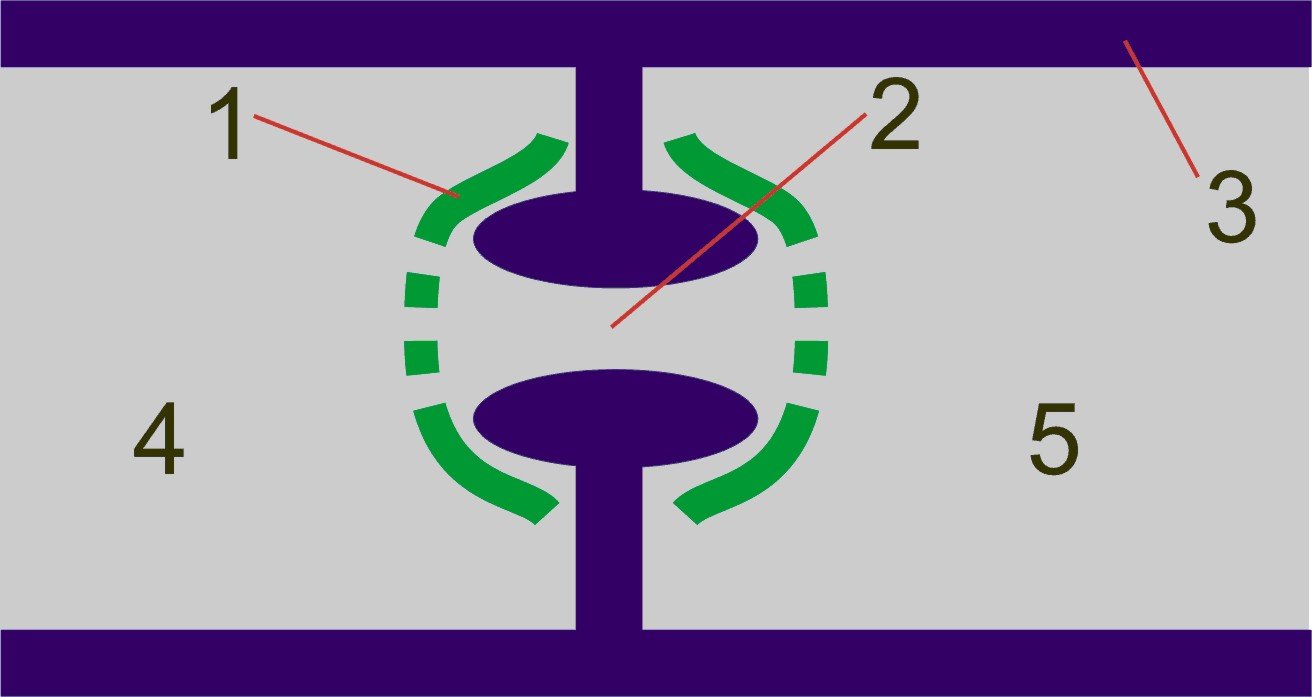
部分擔子菌門真菌的菌絲，桶孔隔膜（2）被桶孔覆墊（1）所環繞，而桶孔隔膜中有小孔，可使細胞質在前後兩細胞間流動

桶孔覆墊（英語：Parenthesome）是擔子菌門真菌的細胞中的一種顯微結構，其形狀就像一對括號，位於桶孔隔膜的兩端。桶孔隔膜在菌絲里將細胞分開。桶孔覆墊的功能還未知，其組成部分也並不完全清楚。但其外形的多樣性對於區分不同的真菌種類十分重要。此外，有研究顯示當菌絲發生損傷時，桶孔隔膜會迅速被堵塞，以避免鄰近細胞的細胞質外流，用於堵塞孔洞的物質成分仍然不明，有桶孔覆墊及內質網等多種說法。